# Aiakas kreffti
Aiakas kreffti es una especie de peces de la familia Zoarcidae en el orden de los perciformes. Los machos pueden llegar a alcanzar los 30,1 cm de longitud total. Es un pez de mar y de aguas profundas que vive entre los 640 y 800 m de profundidad. Se encuentra al sur de Argentina. 